# Poliamida
La poliamida (PA) és compost químic polimèric i termoplàstic que conté enllaços de tipus amida. Entre els més conegudes hi ha niló, perló i kevlar.

## Història
Les primeres poliamides foren sintetitzades per l'empresa química DuPont, l'equip investigador fou dirigit pel químic Wallace Hume Carothers, que començà a treballar a la firma el 1928. Des del 1938, l'alemany Paul Schlack de la companyia química IG Farben va desenvolupar el policaprolactam, més conegut com a perló o niló 6 per la polimerització de caprolactama. Tant niló com perló van tenir al començament sobretot aplicacions militars, aviat les mitges van esdevenir un producte d'èxit.
El mot es compost pel prefix d'origen grec ‘poli-’, «molt» i ‘amida’, un neologisme d'origen francès fet de les dues primeres lletres d'amoníac i el sufix -ida.

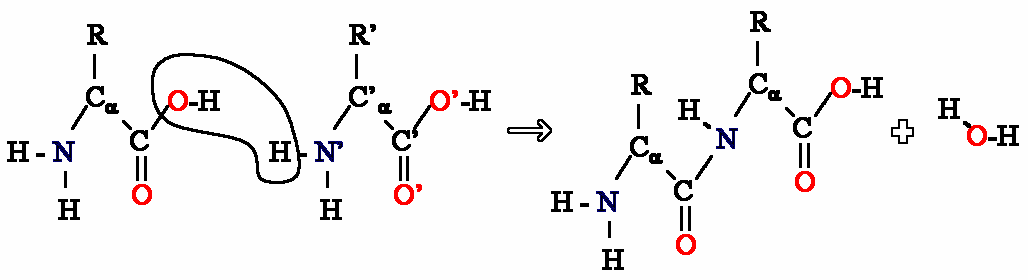
Reacció de dos aminoàcids. Moltes d'aquestes reaccions produeixen llargues cadenes proteiques, com ara la seda.

## Característiques i problemes

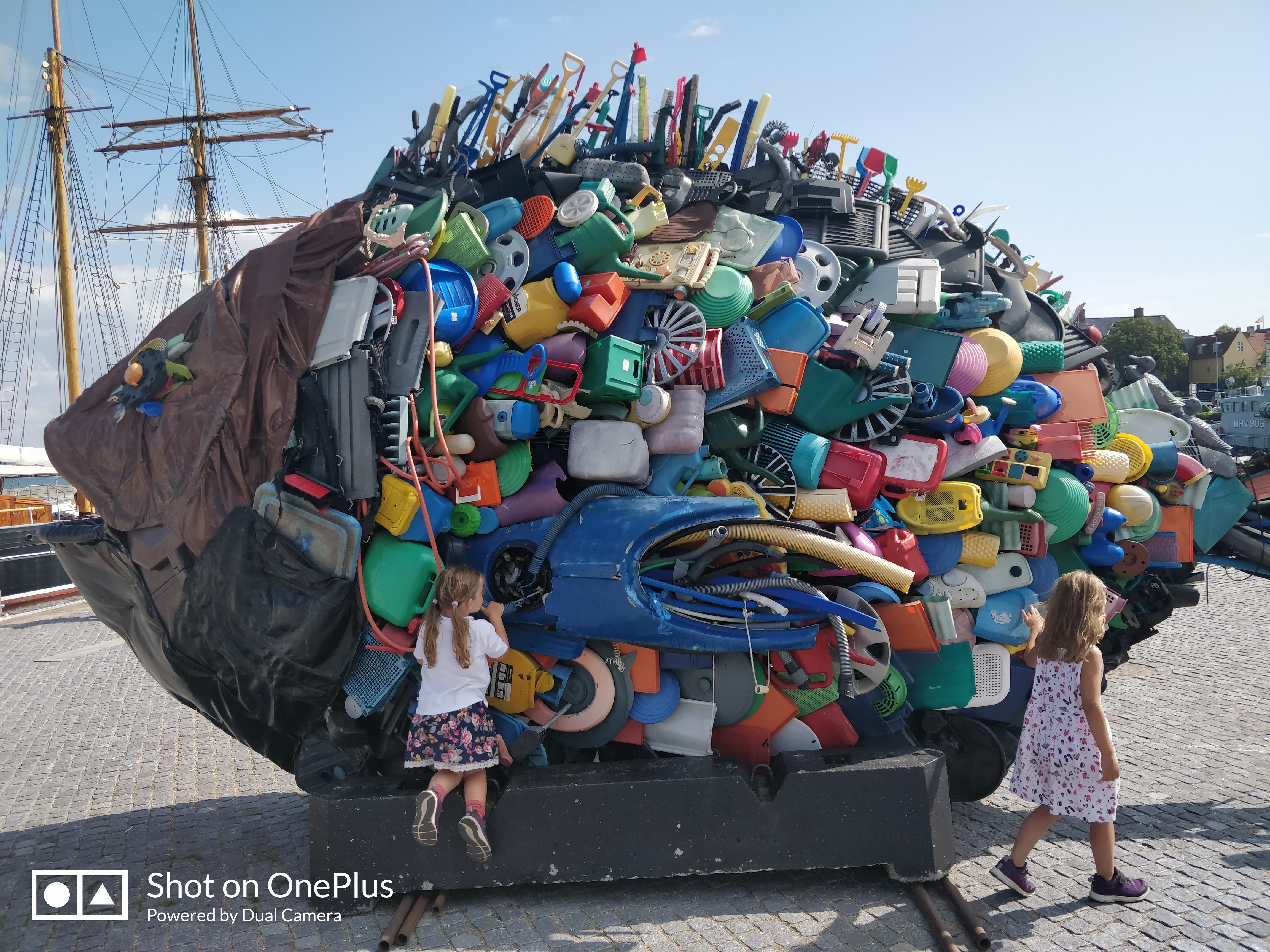
Escultura de residus de polímers sintètics pescats al Mar Bàltic a Helsingør a Dinamarca

És un material termoplàstic. Té una gran tenacitat, combinada amb un alt allargament i recuperació elàstica. És molt inflamable i té un punt de fusió devers les 200 °C segons el tipus, les diferents menes de niló fonen entre 263 i 295 °C. Acumula electricitat estàtica. En aplicacions tèxtils no deixa transpirar i sovint es fa servir en tèxtils mixts amb cotó i llana, per combinar les qualitats d'ambdues matèries. És molt resistent a la biodegradació.
Si la resistència a la biodegradació és una qualitat durant la vida útil, esdevé problemàtic a la fi de la vida. Un problema particular són els embalatges que tenen una vida útil molt curta i que després queden desenes d'anys en el medi ambient. El desgast (petits trossos de teixit, erosió de pneumàtics…) dispersa microplàstics en la natura que entren en la xarxa tròfica. Al mar, poliamides llençades (deixalles, trossos de xarxes de pesca…) causen molts problemes a la fauna aquàtica, la més emblemàtica n'és la sopa de plàstic del Pacífic. Quan es mesclen al sól, la degradació és fa molt a poc a poc, com que no hi ha radiació ultraviolada ni amb prou feines biodegradació, generalment és desagrega a pleret i forma microplàstics del qual l'efecte a llarg termini roman desconegut.
Teòricament, hi ha tècniques de reciclatge i de reutilització, però necessiten un residu net, de preferència pur i no mixt amb altres materials. La incineració controlada és un últim recurs, però el fum conté molt de diòxid de carboni i és costós rentar les fums per capturar-ne els gasos amb efecte d'hivernacle. La incineració sense cura feta a cel obert amb tots els efectes nocius, és encara molt comuna al tercer món.

## Principals menes de poliamides
- Homopolímers
  - PA 6 o perló, fet de policaprolactam
  - PA 6.6 o niló
  - PA 69 (diamina de hexametilè/àcid nonandioic o àcid azlaic)
  - PA 612 (diamina de hexametilè/àcid dodecanodioic)
  - PA 11 (poliamida 11-àcid càpric)
  - PA 12 (poliamida 12-Laurinlactama o àcid càpric)
  - PA 46 (diamina de tetrametilè/àcid adípic)
  - PA 1212 (àcid dodecanodioic)

- Copolímers
  - PA 6/66 (poliamida 6 + poliamoda 66)
  - PA 6/12 (caprolactama/laurinlactama)

## Transformació
Les poliamides es transformen per extrusió per fabricar pel·lícula, cables, fils, canonades, barres, plaques, per termocomformació o per injecció per fer parts tridimensionals amb formes complexos. Des de la fi del segle xx també es fa servir en impressió 3D, un procediment que de mica en mica ateny la maduresa industrial en la fabricació numèrica.